# Ectropothecium vesiculare
Ectropothecium vesiculare là một loài Rêu trong họ Hypnaceae. Loài này được (Schwägr.) Mitt. mô tả khoa học đầu tiên năm 1869.